# The Legend of Aang: The Last Airbender
The Legend of Aang: The Last Airbender es una próxima película de animada de fantasía estadounidense dirigida por Lauren Montgomery y codirigida por William Mata. Sirve como una continuación de la serie de televisión animada de Nickelodeon Avatar: La leyenda de Aang (2005-2008), así como la primera producción de Avatar Studios . La película está protagonizada por las voces de Dave Bautista, Eric Nam, Dionne Quan, Jessica Matten, Román Zaragoza y Steven Yeun, y seguirá al elenco principal de la serie en sus años de adultos jóvenes.
La película fue anunciada en febrero de 2021, junto con la formación de Avatar Studios, una nueva división de Nickelodeon dedicada a la creación de proyectos ambientados en el universo de la franquicia Avatar: The Last Airbender. En junio de 2022, Montgomery fue nombrado director. Los miembros principales del reparto fueron anunciados en los años siguientes, y los roles de voz principales de la serie fueron en su mayoría reelaborados teniendo en cuenta los orígenes étnicos y raciales de los personajes. Los estudios de animación que se han asociado para proporcionar animación para la producción incluyen Flying Bark Productions y Studio Mir.
La leyenda de Aang: El último maestro del aire está programada para estrenarse en cines en los Estados Unidos el 9 de octubre de 2026, por Paramount Pictures.

## Premisa
La película, que se desarrolla años después de los eventos de Avatar: La leyenda de Aang, seguirá al elenco principal de la serie en sus años de juventud.

## Reparto de voces
- Dave Bautista como el villano de la película [3]
- Eric Nam como Aang [3]
- Dionne Quan como Toph Beifong [3]
- Jessica Matten como Katara [3]
- Román Zaragoza como Sokka [3]
- Steven Yeun como Zuko[4]

## Producción

### Antecedentes y desarrollo
En 2018, Netflix anunció que una nueva versión en acción real de la serie original Avatar: La leyenda de Aang (2005-08) comenzaría su producción en 2019. Los creadores originales de la serie, Michael Dante DiMartino y Bryan Konietzko, fueron anunciados inicialmente como productores ejecutivos y showrunners. En junio de 2020, los creadores abandonaron la serie debido a diferencias creativas. Ese mismo año, Nickelodeon licenció la serie original The Last Airbender y La leyenda de Korra (2012-2014) a Netflix, lo que generó un auge en la popularidad de ambas series. Este éxito convenció a Nickelodeon de reavivar su relación con Konietzko y DiMartino y explorar otras oportunidades.
En febrero de 2021, ViacomCBS anunció durante su Día del Inversor anual la formación de Avatar Studios, una nueva división de Nickelodeon dedicada a la creación de proyectos basados en las series de televisión animadas Avatar: La leyenda de Aang y La leyenda de Korra. Los creadores de la serie y productores ejecutivos Konietzko y DiMartino actuarán como codirectores creativos. También se anunció que el primer proyecto del estudio es una película animada para cines cuya producción comenzaría a finales de 2021. El productor ejecutivo de la serie original, Eric Coleman, asume el crédito de productor ejecutivo, con Bryan Konietzko, Michael Dante DiMartino, Latifa Ouaou y Maryann Garger como productores de la película.
En junio de 2022, se anunció que Lauren Montgomery, quien fue artista de guion gráfico en la serie original y productora supervisora de Korra, actuaría como directora. En julio de 2022, Janet Varney, la voz de Korra, reveló que la trama de la película giraría en torno a los personajes de la serie original. Se reveló un adelanto de la película en la presentación CinemaCon de Paramount Pictures en abril de 2023, confirmando que la película seguiría a los personajes en su juventud. En abril de 2024, se informó que William Mata actuará como codirector, junto a Montgomery. En abril de 2025, se anunció el título de la película como La leyenda de Aang: El último maestro del aire.

### Casting
En la CinemaCon de abril de 2024, Paramount anunció el casting de Eric Nam como Aang, Dionne Quan como Toph Beifong, Jessica Matten como Katara, Román Zaragoza como Sokka y Dave Bautista como antagonista. En marzo de 2025, Variety informó que Steven Yeun, quien previamente había prestado su voz a Avatar Wan en La Leyenda de Korra, se unió al elenco en un papel no revelado. En julio de 2025, se anunció que Yeun interpretaría a Zuko.
Según la directora de casting de la película, Jenny Jue, la decisión de cambiar el reparto de los personajes principales fue de DiMartino y Konietzko. Esta dirección fue influenciada por el creciente énfasis en hacer coincidir los orígenes étnicos y raciales de los actores de voz con los del personaje que interpretan, que surgió en la industria después de la conclusión de la serie original. Ella dijo: « ATLA es un mundo ficticio, pero hay influencias culturales de cada nación/reino, y queríamos explorar el talento de esos grupos». Mae Whitman, la actriz de voz original de Katara, comentó que a pesar de apreciar su experiencia, estaba emocionada de ver "llegar a actores que, honestamente, encajan mucho mejor en el papel".

### Animación y postproducción
En octubre de 2022, se informó que Flying Bark Productions en Sídney, Australia, proporcionaría la animación para la película. En mayo de 2025, se informó que Studio Mir en Seúl, Corea del Sur, que anteriormente proporcionó animación para La leyenda de Korra, también proporcionaría animación para la película. Michelle Mendenhall editó la película. La película combinará animación dibujada a mano con elementos CG. Alexia Gates-Foale, directora de producción de Flying Bark, dijo que trabajar en la película sería "un proyecto de ensueño" para el estudio debido a que varios empleados son fanáticos de la franquicia.

## Estreno
La leyenda de Aang: El último maestro del aire se estrenará en cines el 9 de octubre de 2026, por Paramount Pictures. Anteriormente se esperaba que la película se estrenara el 10 de octubre de 2025, luego se retrasó al 30 de enero de 2026 y luego se retrasó nuevamente a su fecha actual, tomando la fecha original de la secuela sin título Teenage Mutant Ninja Turtles: Mutant Mayhem (2027). Según Animation Magazine, "retrasos no especificados en la producción de animación física" llevaron al segundo aplazamiento de la fecha de lanzamiento.